# Batman: Arkham Origins
Batman: Arkham Origins – przygodowa gra akcji stworzona przez WB Games Montréal, wydana przez Warner Bros. Interactive Entertainment w 2013 roku. Bazuje na komiksach wydawnictwa DC o Batmanie, stanowiąc trzecią część serii Batman: Arkham i prequel jej dwóch wcześniejszych odsłon. Scenariusz napisali Corey May, Ryan Galletta i Dooma Wendschuh; akcja rozgrywa się osiem lat przed wydarzeniami z Batman: Arkham Asylum (2009) i przedstawia historię młodszego oraz mniej doświadczonego Batmana, który w wigilijny wieczór zmaga się z zabójcami nasłanymi na niego przez Czarną Maskę. Wywołany tym chaos próbują wykorzystać inni złoczyńcy, jak Joker czy Anarky, chcący wprowadzić w życie własne plany.
Wydarzenia przedstawione są z perspektywy trzeciej osoby, a Batman do eksploracji i walki wykorzystuje umiejętności skradania się i detektywistyczne, jak również gadżety. Postać może swobodnie przemierzać Gotham City, wchodzić w interakcje z bohaterami niezależnymi i wykonywać zadania poboczne, w tym pomagać policji rozwiązywać sprawy kryminalne i walczyć z superprzestępcami terroryzującymi miasto. W Arkham Origins wprowadzono tryb umożliwiający Batmanowi tworzenie wizualizacji przebiegu przestępstw, pozwalający na zbadanie miejsc zbrodni i wytypowanie sprawcy. Jest to również pierwsza gra z serii, w której pojawia się tryb wieloosobowy, umożliwiający wzięcie udziału w wojnie gangów pomiędzy Jokerem a Bane’em.
Prace nad Arkham Origins rozpoczęły się w 2011 roku. Grę stworzyło WB Games Montréal, ponieważ odpowiedzialne za wcześniejsze odsłony Rocksteady Studios pracowało nad Batman: Arkham Knight, co dla wydawcy oznaczało zbyt długi czas bez nowej gry z serii. Zespół zdecydował się na stworzenie prequela, co pozwalało na przedstawienie Batmana mniej doświadczonego i bardziej bezbronnego niż w poprzednich grach. Scenariusz częściowo inspirowany był Legendami Mrocznego Rycerza i Rokiem pierwszym, a współpracował przy nim scenarzysta komiksów Geoff Johns. Tryb wieloosobowy opracowało Splash Damage, pracujące nad nim niezależnie od właściwej gry.
Premiera gry odbyła się 25 października 2013 na platformach Microsoft Windows, PlayStation 3, Xbox 360 i Wii U. W odróżnieniu od poprzedniczek, które spotkały się z powszechnym uznaniem krytyków, recenzje trzeciej części były zróżnicowane. Chwalono dubbing, walki z bossami, fabułę i muzykę, krytykowano jednak problemy techniczne i brak innowacji w rozgrywce, z kolei tryb wieloosobowy uznano za zupełnie zbędny dodatek do serii. Wraz z premierą Arkham Origins wydano również spin-off Batman: Arkham Origins – Blackgate przeznaczony na konsole przenośne PlayStation Vita i Nintendo 3DS, z kolei 16 października na rynek trafił spin-off przeznaczony na urządzenia mobilne. W 2014 roku premierę miał film animowany Batman: Atak na Arkham stanowiący kontynuację gry. W czerwcu 2015 do sprzedaży trafił Batman: Arkham Knight.

## Opis

### Postacie
W Arkham Origins pojawia się wiele postaci znanych z serii komiksów. Głównym bohaterem gry jest Batman (Roger Craig Smith) – superbohater będący mistrzem sztuk walki, wytrenowany tak, że osiągnął szczyt możliwości fizycznych zwykłego człowieka – którego wspiera jego lokaj, Alfred Pennyworth (Martin Jarvis). Batman wdaje się w konflikt z sadystycznym przestępcą Czarną Maską (Brian Bloom). Jako najbardziej wpływowy człowiek w Gotham i boss przestępczego podziemia, Czarna Maska dysponuje znacznym bogactwem i wpływami, pozbył się konkurentów i ugruntowuje swoją pozycję. Za sprawą mahoniowej maski ukrywa prawdziwą tożsamość, co pozwala mu działać za dnia jako Roman Sionis, prezes Janus Cosmetics. Wyznacza on nagrodę za Batmana, co przyciąga do miasta ośmiu zabójców: nadzwyczaj silnego Bane’a (JB Blanc), strzelca wyborowego Deadshota (Chris Cox), najemnika Deathstroke’a (Mark Rolston), posługującą się trucizną akrobatkę Copperhead (Rosa Salazar), piromaniaka Świetlika (Crispin Freeman), używającego elektrycznych rękawic Electrocutionera (Steven Blum), zdeformowanego przestępcę Zabójczego Kroka (Khary Payton) i mistrzynię sztuk walki Shivę (Kelly Hu).
Policja Gotham uważa Batmana za wyjętego spod prawa, wobec czego jest ścigany przez kapitana Jamesa Gordona (Michael Gough) i detektywa Harvey’ego Bullocka (Robert Costanzo), jak również przez skorumpowanych funkcjonariuszy dowodzonych przez komisarza GCPD Gilliana B. Loeba (Jon Polito) i dowódcę oddziału SWAT Howarda Brandena (Chris Fries). Wśród innych postaci znanych z poprzednich odsłon i komiksów pojawiają się m.in. psychopata Joker (Troy Baker); czarnorynkowy handlarz bronią Pingwin (Nolan North); stosujący hipnozę Szalony Kapelusznik (Peter MacNicol); antyrządowy i antykorporacyjny anarchista Anarky (Matthew Mercer); zbuntowany haker Enigma (Wally Wingert); gangster Alberto Falcone (Quinton Flynn); nastoletnia córka Gordona, Barbara (Kelsey Lansdowne), i naczelnik więzienia Blackgate Martin Joseph (Khary Payton). Fabuła rozgrywa się, zanim Batman nawiązał współpracę z Robinem (Josh Keaton) – dostępnym jako grywalna postać w trybie wieloosobowym – i zanim Barbara została Batgirl, a potem Wyrocznią. W drugoplanowych rolach pojawiają się również doktor Harleen Quinzel (Tara Strong), dziennikarka Vicki Vale (Grey Griffin), przedstawicielka agencji ARGUS Amanda Waller (CCH Pounder), Quincy Sharp (Tom Kane) i Człowiek-Kalendarz, z kolei w dodatku Zimne, zimne serce głównym antagonistą jest Pan Freeze (Maurice LaMarche).

### Świat gry
Wydarzenia rozgrywają się na osiem lat przed tymi z Batman: Arkham Asylum. Batman, chociaż doświadczony w walce z przestępczością, nie jest jeszcze uznanym superbohaterem. Pomimo że działa jako Batman już drugi rok, mieszkańcy nadal Gotham traktują go z nieufnością, a sama policja nie wie, czy jest mścicielem, mitem czy istotą nadprzyrodzoną. Wcześniej walczył ze zwykłymi przestępcami i gangsterami, dając poznać się jako szybszy i silniejszy od nich. W wigilijny wieczór zostaje zmuszony do walki ze znacznie bardziej niebezpiecznymi przeciwnikami: ośmioma profesjonalnymi zabójcami, chcącymi zdobyć 50 mln dolarów nagrody wyznaczonych za jego głowę przez Czarną Maskę. Pozostali złoczyńcy, w tym Joker, wykorzystują pojawienie się zabójców, żeby wprowadzić w życie własne plany, a poplecznicy Czarnej Maski podsycają wzrost przestępczości i wojnę gangów w mieście.
Gotham City Police Department jest świadomy istnienia „Człowieka-Nietoperza”, nie popiera jednak jego samowolnego podejścia do wymierzania sprawiedliwości i walki z przestępczością. Dowodzona przez komisarza Loeba policja jest całkowicie skorumpowana, a Branden i jego oddział SWAT polują na Batmana, żeby zdobyć nagrodę dla siebie. Jednym z najmniej popularnych funkcjonariuszy policji jest nieprzekupny kapitan James Gordon. Relacja Batmana z Alfredem jest napięta: Alfred, będąc apodyktycznym opiekunem, przypomina Wayne’owi o śmierci jego rodziców i uważa go za rozpieszczone dziecko, które trwoni swoje dziedzictwo na prowadzenie krucjaty jako zamaskowany mściciel.
Stare Gotham – część miasta, która w przyszłości zostanie przekształcona w więzienie Arkham City – nie jest jeszcze otoczonym murem slumsem, a znajdują się tam m.in. niska zabudowa, centrum handlowe i doki, w których zakotwiczony jest statek Pingwina, Final Offer. Na statku znajdują się kasyno, arena i sklep pozwalający zakupić broń i amunicję. Nowe Gotham, które od Starego oddziela Pioneer’s Bridge, jest nowoczesną metropolią pełną drapaczy chmur.

### Fabuła
W wigilijny wieczór Batman bada sprawę zamieszek w więzieniu Blackgate. Okazuje się, że ich prowodyrem jest Czarna Maska, który zabija komisarza Loeba i ucieka, zmuszając Batmana do walki z Zabójczym Krokiem. Po jego pokonaniu okazuje się, że był tylko pierwszym z ośmiu zabójców wynajętych do wyeliminowania go. Mając nadzieję poznać miejsce pobytu gangstera Batman odnajduje Pingwina na jego statku, pokonuje dwóch kolejnych zabójców – Deathstroke’a i Electrocutionera – i dowiaduje się, że Czarna Maska został zamordowany w swoim penthousie. Badając miejsce morderstwa odkrywa, że ofiarą w rzeczywistości nie jest Sionis, a w sprawę może być zaangażowany przestępca nazywany „Jokerem”.
Chcąc zebrać więcej informacji Batman włamuje się do siedziby GCPD, żeby uzyskać dostęp do narodowej bazy przestępców. Uciekając spotyka nieufnego wobec niego kapitana Jamesa Gordona i skorumpowany oddział SWAT, chcący zdobyć wyznaczoną przez Czarną Maskę nagrodę. Podążając za radą córki Gordona dostaje się do kanałów pod posterunkiem, żeby zyskać stały dostęp do bazy. Używając jej dochodzi do wniosku, że Czarna Maska został porwany przez Jokera i prawdopodobnie jest przetrzymywany w Gotham Merchants Bank. W banku okazuje się, że Joker od kilku dni podszywał się pod gangstera, przejmując jego przestępcze imperium i wyznaczając nagrodę za Batmana. Batman ściga Jokera do huty Sionisa, gdzie uwalnia Czarną Maskę i pokonuje czwartego zabójcę, Copperhead.
Podążając za Jokerem do Gotham Royal Hotel odkrywa, że jego pracownicy zostali zamordowani, goście wzięci za zakładników, a w całym budynku podłożono bomby. Joker karci zabójców za to, że nie udało im się pokonać Batmana, swoje niezadowolenie manifestując defenestracją Electrocutionera, który ginie w wyniku upadku. Pozostali zabójcy opuszczają hotel, a na miejscu pozostaje jedynie Bane, z którym Batman walczy po dotarciu na najwyższe piętro. Alfred – uznając, że Batman nie ma szans wygrać starcia – wzywa na pomoc policję. Uciekający Bane strzela z wyrzutni rakiet w Jokera, który zaczyna spadać. Batman ratuje go i pozostawia policji, odwożącej go do Blackgate. Tam trafia pod opiekę doktor Harleen Quinzel, której mówi, że jego przeznaczeniem było poznać Batmana.
Alfred – obawiając się, że Wayne może zginąć – prosi go, żeby porzucił swoją krucjatę, ten jednak odmawia. Batman odkrywa, że Bane poznał jego prawdziwą tożsamość. Kiedy Świetlik atakuje Pioneer’s Bridge, Batman i Gordon są zmuszeni współpracować, żeby go pokonać i rozbroić jego bomby. W tym czasie Bane dostaje się do batjaskini i ciężko rani Alfreda, którego w ostatniej chwili ratuje Batman, z kolei Joker wszczyna zamieszki w Blackgate. Zdając sobie sprawę, że potrzebuje sojuszników, Batman współpracuje z Gordonem i policją, żeby odzyskać kontrolę nad więzieniem. Siedzący na krześle elektrycznym Joker proponuje Batmanowi kompromis: zabicie Bane’a albo sprawienie, że jego tętno naładuje krzesło i zabije Jokera. Batman używa rękawic Electrocutionera, żeby zatrzymać akcję serca Bane’a. Joker, zakładając jego śmierć, odchodzi, żeby zdetonować rozmieszczone w całym mieście bomby. Batman cuci Bane’a i pokonuje go, wywołując u niego amnezję, przez co ten zapomina o jego tożsamości. Z pomocą Gordona Batman odnajduje i obezwładnia Jokera. Gordon postanawia nie ścigać Batmana, wierząc, że może on pomóc miastu.
Podczas napisów końcowych słychać Quincy’ego Sharpa, który zapewnia, że będzie optował za ponownym otwarciem Azylu Arkham, żeby osadzić tam najniebezpieczniejszych przestępców. Po napisach końcowych Amanda Waller rozmawia z uwięzionym Deathstrokiem, proponując mu dołączenie do Legionu Samobójców.

## Rozgrywka
Arkham Origins jest przygodową grą akcji w otwartym świecie, w której pojawiają się elementy właściwe dla skradanek. Do przemieszczania się po Gotham City Batman wykorzystuje swoją pelerynę i wyrzutnię haków, przy pomocy której może wybijać się w powietrze i przedłużać lot. W grze pojawiają się niektóre gadżety znane ze wcześniejszych odsłonach serii Arkham – część dostępna jest od początku, pozostałe odblokowywane są w miarę postępów w grze. Wśród powracających gadżetów znajdują się deszyfrator sekwencyjny pozwalający hakować konsole, pazur używany do zaczepiania, miotane batarangi, zdalnie sterowany batarang, wybuchowy żel służący do niszczenia słabych powierzchni i nokautowania wrogów, bomby dymne umożliwiające szybką ucieczkę, zakłócacz pozwalający zdalnie dezaktywować urządzenia oraz akcelerator umożliwiający wybijanie się i dłuższe szybowanie. Nowe gadżety to m.in. zdalnie sterowany pazur, pozwalający połączyć ze sobą dwa przedmioty i rzucić nimi w przeciwników bądź stworzyć linoskocznię, rękawice porażeniowe do blokowania ataków elektrycznych i porażania wrogów czy detonator ogłuszeniowy, pozwalający ogłuszać grupy przeciwników.
W grze wprowadzono system szybkiej podróży pozwalający Batmanowi zdalnie przywołać batwing, na pokładzie którego może dostać się w inne miejsce szybciej niż przy użyciu szybowania. Żeby móc podróżować do danego obszaru Batman musi najpierw odzyskać kontrolę nad zajętą przez Enigmę wieżą radiową w dzielnicy. Do włączenia części wież konieczne jest odpowiednie wyposażenie. Po okupowanych przez przeciwników miejscach postać może przemieszczać się skrycie albo walcząc. Wykorzystując ulepszoną wersję systemu walki „Freeflow” wprowadzono system śledzenia dokonań graczy, oceniający ich skuteczność i podkreślający osiągnięcia bojowe (takie jak unikanie obrażeń czy używanie gadżetów). Walki nagradzane są punktami doświadczenia, a łączenie ich w serie w celu utrzymania tempa zapewnia ich więcej. Punkty można następnie przeznaczyć na ulepszenia zwiększające umiejętności Batmana, odblokowujące bądź ulepszające już dostępne gadżety. Atakom wrogów towarzyszą ostrzegawcze ikony wskazujące, że atak można skontrować. W Arkham Origins wprowadzono nowe rodzaje przeciwników: mistrz sztuk walki, mogący blokować, unikać i kontrować ataki Batmana; uzbrojony egzekutor, niewrażliwy na obrażenia, dopóki nie zostanie ogłuszony i pozbawiony pancerza, oraz użytkownik jadu, mający nadludzką siłę, pozwalającą mu łapać Batmana, jak również na wyprowadzanie niemożliwych do skontrowania ataków. Wrogowie w walce mogą korzystać z noży, gazrurek czy tarcz, z kolei inni z broni palnej, zadającej Batmanowi znaczne obrażenia, wobec których może on wykorzystać tryb łowcy, żeby wyrównać szanse. W wielu miejscach znajdują się kamienne gargulce albo inne wysoko położone punkty pozwalające Batmanowi pozostać niezauważonym podczas zastawiania pułapek i nokautowania wrogów.
W Arkham Origins pojawiają się zadania dodatkowe, w tym „Przestępstwa w toku”, w ramach których Batman pomaga Gotham City Police Department ratować policjantów czy rozwiązuje sprawy morderstw. „Poszukiwani” to zestaw zadań pozwalających ścigać Batmanowi przestępców poza głównym wątkiem fabularnym. System „Mroczny Rycerz” daje dostęp do serii zadań o rosnącym poziomie trudności, pozwalających poprawić walkę i skradanie się. Ukończenie misji pobocznych zapewnia punkty doświadczenia i ulepszenia wyposażenia postaci. Podobnie jak w poprzednich częściach, w grze obecne są elementy do zebrania pozostawione przez Enigmę (Człowieka-Zagadkę przed przybraniem swojego ostatecznego pseudonimu). Wprowadzono również mapy wyzwań, których celem jest pokonanie i przetrwanie w walce ze stoma coraz trudniejszymi przeciwnikami.
Duży nacisk położono na zdolności detektywistyczne Batmana. Po całym Gotham City rozsiane są miejsca zbrodni, które postać bada wykorzystując tryb detektywa, co pozwala na skanowanie poszlak i tworzenie holograficznej prezentacji hipotetycznego przebiegu przestępstwa. Za sprawą połączenia z batkomputerem holograficzne wizualizacje można przewijać do przodu i do tyłu, oglądać miejsce zbrodni z różnych kątów czy w zwolnionym tempie. Po zakończeniu dochodzenia Batman przedstawia jego wyniki Alfredowi. W grze pojawia się także batjaskinia, w której Batman może zmienić strój, ulepszyć wyposażenie i uzyskać dostęp do map wyzwań, żeby ćwiczyć umiejętności bojowe. Po ukończeniu wątku fabularnego odblokowany zostaje tryb nowej gry plus, pozwalający rozegrać grę na nowo, zachowując zdobyte wcześniej gadżety, doświadczenie i umiejętności. W trybie tym wrogowie są trudniejsi do pokonania i wyłączone zostają ikony ostrzegające o nadchodzących atakach. Po ukończeniu nowej gry plus dostępny staje się tryb „Jestem nocą”, w którym gra kończy się, jeżeli Batman zginie.
Na kompatybilnych urządzeniach z Windowsem gra obsługuje silnik fizyki PhysX do stworzenia realistycznych i dynamicznych interakcji z przedmiotami w świecie gry. Po włączeniu tej funkcji w określonych obszarach znajdują się śnieg lub mgła, które reagują na ruchy Batmana. Jeżeli funkcja jest wyłączona, elementy te nie występują wcale, albo w ograniczonej wersji.

### Gra wieloosobowa
Tryb „Niewidzialnego drapieżcy” rozgrywa się w więzieniu Blackgate, a udział w nim bierze po trzech zbirów Jokera i Bane’a walczących między sobą oraz z Batmanem i Robinem. Członkowie gangu wygrywają zabijając wsparcie drużyny przeciwnej, z kolei Batman i Robin wygrywają poprzez zdobywanie punktów zastraszenia po wyeliminowaniu przeciwników. Członek gangu może zostać bossem (Jokerem albo Bane’em), zdobywając lepsze umiejętności. Zbiry mogą używać broni palnej i materiałów wybuchowych, a Batman i Robin mogą zyskiwać dostęp do gadżetów z podstawowej wersji gry, w tym do trybu detektywa. Gangsterzy dysponują ograniczonym przez konieczność odnowienia rozszerzonym widzeniem. W trybie „Hunter, Hunted” trzech zbirów Jokera i Bane’a mierzy się z Batmanem. Każda postać ma jedno życie, a wygrywa drużyna, której członkowie jako pierwsi wyeliminują wszystkich przeciwników. Tryb wieloosobowy wyłączono w 2016 roku.

## Produkcja

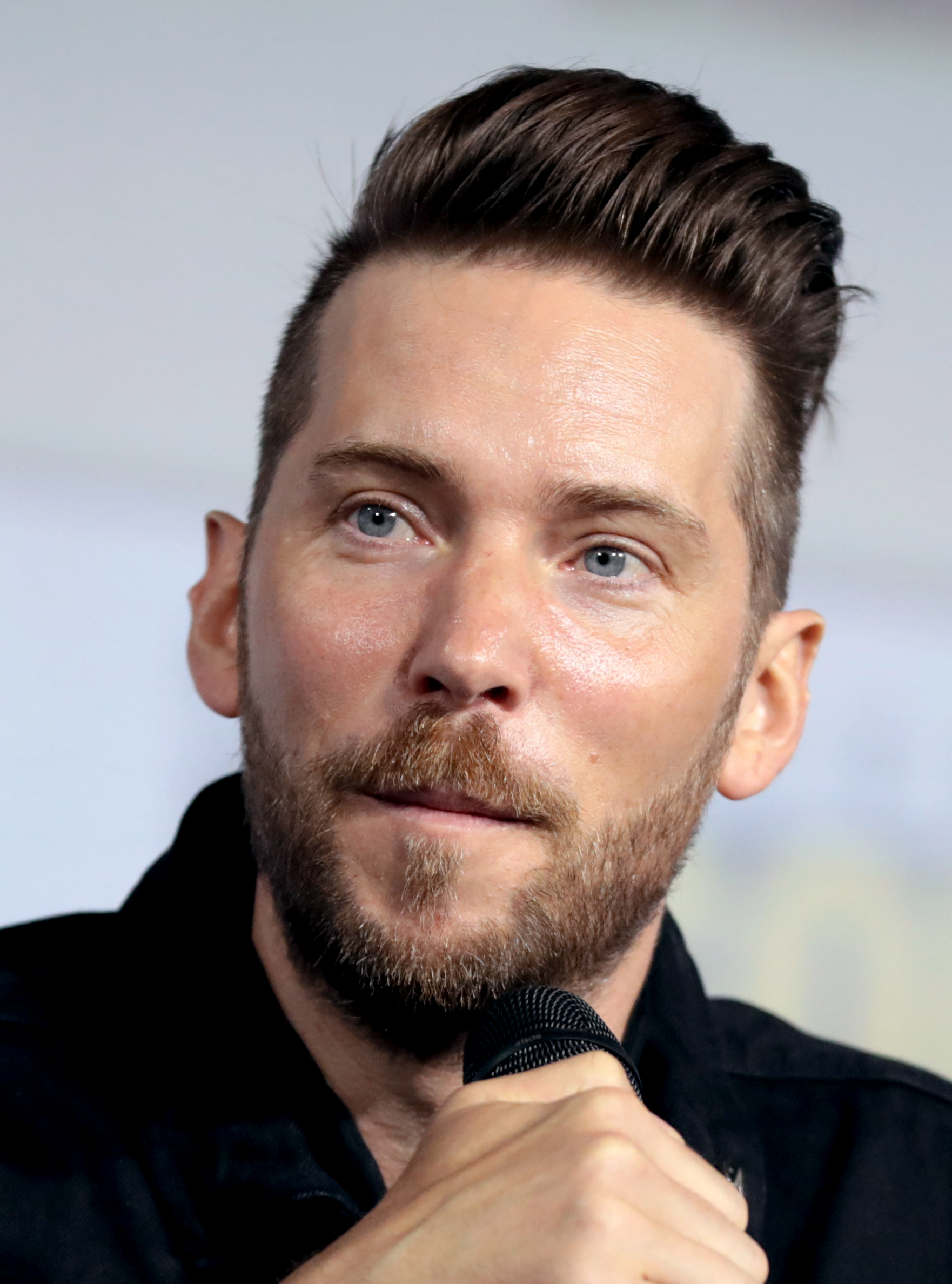
Troy Baker przejął rolę młodszego Jokera, zastępując Marka Hamilla

W lipcu 2012 Warner Bros. Interactive Entertainment planowało, że następną grą Rocksteady Studios będzie prequel bazujący na produkcjach ze srebrnej ery komiksów, w którym pojawią się Superman, Wonder Woman, Zielona Latarnia i Flash. Gra miała przedstawiać pierwszą konfrontację Batmana z Jokerem, a jej premierę planowano najwcześniej na 2014 rok. W sierpniu 2012 Paul Dini zapowiedział, że nie będzie zaangażowany w powstawanie scenariusza kontynuacji Arkham City. Nie napisał również fabuły dodatków do niej, w tym do Zemsty Harley Quinn, a – według jego słów – Warner Bros. i Rocksteady zasugerowali, żeby przyjął inną pracę, kiedy zostanie mu zaproponowana. Dodał, że brał udział także w innych projektach, przez co nie mógł zaangażować się w grę do 2013. W lutym 2013 ogłoszono, że nowej gry osadzonej w uniwersum Batman: Arkham nie stworzy Rocksteady, a inne studio.
Produkcja Arkham Origins rozpoczęła się pod koniec 2011 w kanadyjskim studiu WB Games Montréal, a jej istnienie oficjalnie ogłoszono 9 kwietnia 2013. WB Montréal wybrano ze względu na to, że Rocksteady zajęte było produkcją Arkham Knight, co dla Warner Bros. oznaczało „zbyt długi okres bez żadnej gry z serii Arkham”. Wcześniej WB Montréal pracowało nad portem Arkham City na konsolę Wii U, przez co zdążyło zapoznać się ze zmodyfikowanym Unreal Engine’em 3 używanym przez Rocksteady. Studio postanowiło nie ingerować zbytnio w istniejący już system walki, uznając, że jest on już wystarczająco dobry, zamiast tego wprowadzając do gry nowe rodzaje przeciwników oraz dając możliwość zastosowania nowych ruchów i sztuczek do ich pokonania. Scenariusz był częściowo inspirowany serią Legendy Mrocznego Rycerza i powieścią graficzną Batman: Rok pierwszy, która opisywała pierwszy rok działalności Bruce’a Wayne’a jako Batmana; twórcy określili Arkham Origins mianem Roku drugiego. Część fabuły – w tym relacje Batmana z Jokerem i Gordonem oraz bożonarodzeniowy klimat – była częściowo inspirowana opowieściami The Man Who Laughs, Turning Points i Długie Halloween. Scenariusz napisali Dooma Wendschuh, Ryan Galletta i Corey May przy współpracy ze scenarzystą DC Comics Geoffem Johnsem, z kolei dyrektorem kreatywnym był Eric Holmes. Holmes wyjaśnił, że studio zdecydowało się stworzyć prequel, ponieważ w jego odczuciu Batman z Arkham Asylum i Arkham City był postacią zbliżoną do tej z komiksów, z już ukształtowanym charakterem, podczas gdy Arkham Origins dawało możliwość poznania go z innej strony, jako mniej doświadczonego i bardziej podatnego na niebezpieczeństwa. W styczniu 2013 gra była ukończona w 80%, a studio wykorzystało pozostały czas do nadania jej ostatecznych szlifów.
W kwietniu 2013 twórcy postanowili nie angażować obytego już z rolą Batmana Kevina Conroya, woląc młodszy głos dla niedoświadczonej jeszcze wersji postaci. W maju ujawniono, że Batmana dubbingować będzie Roger Craig Smith, a Jokera Troy Baker. Podczas Dallas Comic Con 2013 Conroy ujawnił, że pracuje „nad następnym Arkham”, co zrodziło spekulacje, że starszy Batman pojawi się w Arkham Origins, jednak w czerwcu zdementowano, że Conroy nie pojawi się w grze w ogóle. W lipcu zapowiedziano, że będzie to pierwsza gra z serii, w której pojawi się tryb wieloosobowy. Komponent ten opracowało niezależne brytyjskie studio Splash Damage, a kontrolę kreatywną sprawował nad nim Alastair Cornish. Tryb powstawał niezależnie od kampanii fabularnej opracowywanej przez WB Montréal. Tryb sieciowy nie pojawił się w wydaniu gry na Wii U, ponieważ – według Warner Bros. – studio koncentrowało się wyłącznie na platformach, na których gra wieloosobowa jest popularna.

### Projekt
Holmes opisał bożonarodzeniową scenerię gry jako zestawienie dwóch przeciwstawnych elementów – radosnej pory roku i ponurej rzeczywistości Gotham City – z ozdobnymi świętymi mikołajami mieszającymi się z gotyckimi gargulcami i świątecznymi lampkami oświetlającymi mroczne zaułki. Samo miasto ma według twórców sprawiać wrażenie zawieszonego w czasie i przestrzeni, mieszając ze sobą budynki z lat 30. XX wieku lub starsze i futurystyczną technologię Batmana. Obszar Nowego Gotham zaprojektowano w taki sposób, żeby można było się po nim przemieszczać w pionie, a przeciwnicy znajdowali się nad i pod Batmanem, zagęszczając obszary aktywności. Gra charakteryzuje się wysokim kontrastem pomiędzy ciemnością a światłem, z przesadzonymi cieniami i kilkoma kolorami dla balansu. Miasto podzielono na obszary mieszkalny, przemysłowy i handlowy, które odpowiednio ozdobiono: dzielnica przemysłowa jest ponura, w mieszkalnej w oknach palą się światła, z kolei w handlowej znajdują się liczne dekoracje świąteczne.
Projektanci chcieli, żeby strój młodszego Batmana sprawiał wrażenie jednocześnie stworzonego we własnym zakresie i wyprodukowanego, łącząc ze sobą elementy z różnych źródeł. Według Holmesa strój „nie został stworzony w fabryce. Batman połączył ze sobą elementy technologii wynalezionej przez siebie albo pochodzącej z zakładów Wayne’ów, tworząc z nich kostium”. Żeby podkreślić tajemniczość i strach wzbudzane przez Batmana na wczesnym etapie jego kariery, dyrektor artystyczny Jeremy Price i zespół projektantów wykorzystali sylwetki i dyskretne oświetlenie nawiązujące do filmów noir, co miało uczynić postać bardziej imponującą. Nazwa „Batman” jest używana w grze bardzo oszczędnie, co miało wzmocnić wrażenie, że postać tajemniczego mściciela jest uznawana w Gotham za legendę miejską. Początkowo rozważano zasugerowanie, że ze względu na swoje niedoświadczenie Batman popełnia błędny, np. potyka się albo chybia batarangami, ostatecznie jednak odrzucono ten pomysł, uznając go za niepasujący do postaci. Zamiast tego brak doświadczenia oparto raczej na osobowości: uczeniu się, jak być obrońcą miasta, nie dawaniu się ponieść obsesji zemsty. Podczas projektowania zdolności i gadżetów Batmana pierwszeństwo nad spójnością narracji miała rozgrywka; projektanci uznali, że usunięcie możliwości dostępnych we wcześniejszych odsłonach sprawi, że granie w Arkham Origins będzie mniej emocjonujące.
Holmes przyznał, że Czarna Maska nie jest tak znanym przeciwnikiem Batmana jak Joker czy Pingwin, wobec czego konieczne było dodatkowe rozbudowanie tej postaci, żeby była interesująca i straszna. Uznano, że jest to stosowny przeciwnik dla Mrocznego Rycerza z tego okresu jego kariery, ponieważ uosabia zarówno typowego przestępcę, z którymi Batman mierzył się dotychczas, jak i neurotycznego superzłoczyńcę, z którymi przyjdzie mu się mierzyć później. Za namową Johnsa twórcy postanowili, że Copperhead będzie kobietą, a nie – jak w komiksach – mężczyzną. Ze względu na akrobatyczne zdolności tej postaci, podczas sesji przechwytywania ruchu wcielały się w nią trzy osoby – kaskaderka, artystka z Cirque du Soleil i mistrzyni sztuk walki. Kobieca wersja Copperhead pojawiła się następnie w Nowym DC Comics (The New 52). Anarky’ego, antyzłoczyńcę opierającego swoją działalność na filozofii anarchistycznej, przedstawiono w grze na wzór ulicznego protestującego, któremu towarzyszy gang przypominający ruch społeczny. Zwraca się do Batmana z prośbą o współpracę, ponieważ nie jest postacią jednoznacznie złą, a raczej, zdaniem Holmesa, „wielowymiarową”. O wprowadzeniu do gry Anarky’ego zdecydowała popularność ruchów antykorporacyjnych i antyrządowych, a według Holmesa spośród wszystkich złoczyńców był on najbardziej na czasie. Tworząc tę postać twórcy czerpali zarówno z twórczości Alana Granta, jak i Norma Breyfogle’a. Spotkanie z każdym bossem w ramach głównego wątku fabularnego wzmacnia Batmana w posługiwaniu się jakąś umiejętnością – przykładowo, walka z Deathstrokiem skupia się na kontrowaniu ataków. Wybierając zabójców, którzy zostaną nasłani na Batmana, kierowano się ich umiejętnościami tak, żeby każdy stanowił inny rodzaj wyzwania. Walki z bossami inspirowane były starciem z Panem Freeze’em w Arkham City, wymuszającym wykorzystanie wszystkich dostępnych strategii i umiejętności, żeby pokonać złoczyńcę.
Miejsca zbrodni, sprawdzane przy użyciu trybu detektywa, zaprojektowano jako segmenty krótkie i mające dawać satysfakcję, a nie stanowiące wyzwanie. Projektanci weryfikowali czas poświęcony na każde miejsce zbrodni, próbując ustalić, ile dowodów należy zebrać przed rozwiązaniem sprawy; ostatecznie stwierdzili, że optymalna długość to dwie do trzech minut. Różnorodność i wyzwania miały stanowić obszary, na których Batman może wykorzystywać techniki łowcy, śledząc przeciwników i eliminując ich pozostając w cieniu. Przykładowo, kino na pokładzie statku Pingwina zmniejszono, żeby zmieścić w nim większą liczbę przeciwników obok siebie, a unoszący się w powietrzu dron usunięto, kiedy okazało się, że gracze testowi radzą sobie z nim bez problemu. Początkowo system zmieniającej się pogody miał wpływać na rozgrywkę, np. wiatr i śnieg miały ograniczać widoczność, czyniąc snajperów bardziej podatnymi na ataki z zaskoczenia, jednak ostatecznie zrezygnowano z takiego rozwiązania ze względu na ograniczenia czasowe.

### Ścieżka dźwiękowa
Ścieżkę dźwiękową do gry skomponował Christopher Drake, który zastąpił Rona Fisha i Nicka Arundela odpowiedzialnych za muzykę do Arkham Asylum i Arkham City. Częściową inspirację dla kompozytora stanowiła Szklana pułapka, której akcja również rozgrywała się w Wigilię, a określone momenty podkreślały dźwięki bubieńców. Drake stwierdził, że praca nad prequelem pozwoliła mu na większą swobodę, jednocześnie jednak pozostawał wierny „DNA” muzyki do Batmanów. Dodał, że chociaż poprzednie ścieżki dźwiękowe były eleganckie i operowały chórami, zdecydował się na więcej motywów elektronicznych. Muzykę do przerywników filmowych traktował jak pisanie muzyki do tradycyjnego filmu, z tą różnicą, że scenę opisywano mu przez telefon. Muzykę towarzyszącą rozgrywce stworzono na zasadzie warstw aktywujących się, kiedy podjęta zostanie jakaś akcja (np. Batman wejdzie do określonej lokacji albo rozpocznie walkę), a w zależności od tego, co dzieje się na ekranie, warstwy takie można włączyć lub wyłączyć. Według Drake’a jednym z największych wyzwań było sprawienie, żeby kompozycje nie były nudne, ponieważ przejście określonej misji jednemu graczowi zajmie mniej, a innemu więcej. Składający się z trzydziestu dwóch utworów album Batman: Arkham Origins – Original Video Game Score został wydany przez WaterTower Music  22 października 2013.

## Dystrybucja i marketing
Premiera gry odbyła się 25 października 2015 na platformach PlayStation 3, Xbox 360, Microsoft Windows i Wii U. Tydzień przed przewidzianą premierą wersję europejską na Windowsa i Wii przesunięto na 8 listopada. 25 października premierę miała również powiązana gra, Batman: Arkham Origins – Blackgate, wydana na PlayStation Vitę i Nintendo 3DS, z kolei 16 października opracowany przez NetherRealm Studios spin-off na urządzenia mobilne z systemem iOS, również zatytułowany Batman: Arkham Origins. Premierę wersji na Androida opóźniono, a na rynku oststetecznie ukazała się w lipcu 2014. NetherRealm Studios wcześniej opracowało grę mobilną Batman: Arkham City Lockdown, będącą spin-offem Arkham City. W sierpniu 2017 wersja na konsolę Microsoftu stała się kompatybilna wstecznie z Xboksem One.
W ramach promocji gry europejskiej premierze w sklepie sieci Game w londyńskim Stratfordzie towarzyszyli aktorzy głosowi Roger Craig Smith i Troy Baker. W październiku 2013 DC Collectibles wypuściło serię figurek, a National Entertainment Collectibles Association funkcjonalną wyrzutnię haków w skali 1:1. W grudniu 2013 studio Madefire wydało cyfrowy komiks Batman: Arkham Origins stanowiący prequel gry. Był to pierwszy tytuł ze stworzonej przez DC Comics inicjatywy DC² Multiverse, oferującej animowane grafiki z dźwiękiem oraz możliwość wybrania, jak potoczy się historia, co prowadzi do jednego z kilku możliwych zakończeń. Zakupienie wszystkich ośmiu rozdziałów komiksu odblokowywało dwa kostiumy w grze.

### Wersje gry
Wersja przeznaczona na PlayStation 3 umożliwiała zakup pakietu dodatków Knightfall, w skład którego wchodziły stroje inspirowane serialem aktorskim z lat 60. i podserią Knightfall z 1993 oraz pięć map wyzwań, na których Batman walczy z Bane’em i więźniami z Blackgate. Brytyjskie, australijskie i nowozelandzkie wydanie kolekcjonerskie zawierało grę w metalowym opakowaniu oraz trzydziestocentymetrową statuetkę Batmana i Jokera. W północnoamerykańskiej edycji kolekcjonerskiej oraz australijskiej i nowozelandzkiej Definitive Edition znajdowała się podświetlana statuetka Jokera, plakat „poszukiwany” z Batmanem, schemat prototypu batwingu, szablon z logo Anarky’ego, świecąca w ciemności mapa Gotham City i rodzinne zdjęcie Wayne’ów. W Ameryce Północnej dodatkowo dostępny był również film dokumentalny Necessary Evil: Super-Villains of DC Comics poświęcony superzłoczyńcom wydawnictwa DC. We wszystkich regionach dodatkowo dostępne były książka z grafikami koncepcyjnymi w twardej oprawie, akta zabójców polujących na Batmana, Pakiet wyzwań Deathstroke’a i strój Batmana nawiązujący do 27. numeru Detective Comics, w którym zadebiutowała ta postać. Wersja na konsolę Sony zawierała dodatkowo całą zawartość z Knightfall.

### Zawartość do pobrania
Pakiet wyzwań Deathstroke’a, dostępny najpierw jako dodatek do zamówień przedpremierowych i wydań kolekcjonerskich, umożliwił wcielenie się w tę postać w mapach wyzwań. Poza samymi mapami dodatek wprowadzał również unikatowe dla tego złoczyńcy bronie i umiejętności, takie jak regeneracja zdrowia, supersiła, materiały wybuchowe i będący odpowiednikiem trybu detektywa zmysł taktyczny, a także skórki nawiązujące do komiksu Nowi nastoletni tytani: Kontrakt Judasza oraz do gry komputerwej Injustice: Gods Among Us. Pakiet wyzwań Czarnej Maski, wydany w listopadzie 2013, zawierał dwie dodatkowe mapy wyzwań. W grudniu wydano Inicjację pozwalającą na grę Bruce’em Wayne’em. Dodatek rozgrywa się zanim Wayne został Batmanem, przedstawiając jego nauki ninjutsu w azjatyckim klasztorze i konflikt z Shivą. Składa się na niego pięć dodatkowych map wyzwań wraz z narracją oraz dwie skórki. W grudniu wydano również dodatek wprowadzający nowy tryb do gry wieloosobowej. Gra doczekała się także licznych alternatywnych kostiumów dla postaci, nawiązujących m.in. do Arkham City, Ziemi Jeden, Powrotu Mrocznego Rycerza, Gotham w świetle lamp gazowych, Noël, Długiego Halloween, Nowego DC Comics, Dark Knight of the Round Table czy Supermana: Czerwonego syna.
22 kwietnia 2014 ukazał się jedyny dodatek fabularny zatytułowany Zimne, zimne serce. Jego akcja rozgrywa się w sylwestra – tydzień po wydarzeniach z Arkham Origins – i przedstawia genezę superzłoczyńcy Pana Freeze’a. Fabuła w dużym stopniu przypomina scenariusz Serca z lodu, jednego z odcinków serialu animowanego Batman. Dodatek wprowadza nowe wyposażenie dla Batmana, w tym strój wydzielający ciepło, pozwalający mu topić lub i miotać nagrzanymi batarangami. W styczniu 2014 ogłoszono, że wstrzymano prace nad wydaniem dodatku na Wii U, jako powód podając brak zainteresowania nim na tę platformę.

## Odbiór
Batman: Arkham Origins prezentowano w 2013 roku podczas targów Electronic Entertainment Expo, gdzie zdobyło dwie nominacje do Game Critics Awards: dla najlepszej przygodowej gry akcji oraz najlepszej gry na konsole. „Forbes” nagrodził ją tytułem najlepszej gry komputerowej, „Game Informer” najlepszej gry akcji, Newsrama najlepszej gry powiązanej z komisami, a IGN najlepszej gry na Xboksa 360. Według agregatora recenzji Metacritic po premierze gra spotkała się z mieszanym przyjęciem ze strony krytyków na wszystkich platformach z wyjątkiem PlayStation 3, na której to jej odbiór był pozytywny.
Krytycy uznali Arkham Origins za niewyróżniającą się odsłonę serii, która nie oferuje niczego nowego. Carolyn Petit z GameSpotu stwierdziła, że podczas gdy Arkham City rozwijało pomysły z Arkham Asylum, usprawniając mechanikę i dostosowując ją do większego otwartego świata, Arkham Origins jedynie powiela pomysły z części drugiej. W podobnym tonie wypowiedzieli się inni krytycy, twierdzący, że gra nie rozwija sprawdzonych rozwiązań z poprzednich odsłon, sprawiając wrażenie stworzonej po to, żeby była, a nie mającej rozwijać serię. Niektórzy recenzenci postawili ją jednak na równi z Arkham City.
Za jeden z najlepszych aspektów gry uznano genezę relacji Batmana z jego sojusznikami i wrogami oraz próbę odpowiedzenia na pytanie, czy pojawienie się Batmana wpłynęło na wzrost przestępczości w Gotham City. Największe pochwały zebrały sceny z udziałem Jokera. Phillip Kollar z Polygonu stwierdził, że chociaż był on głównym antagonistą w poprzednich odsłonach, to Arkham Origins rzuca nowe światło na tę postać. Petit uznała, że pod względem badania więzi i podobieństw pomiędzy Batmanem a Jokerem przedstawiona w grze historia jest zaskakująca. Sama fabuła była jednak krytykowana za niespójną narrację – w tym przede wszystkim nasłanie na Batmana zabójców, który to wątek stanowił zawiązanie akcji, ale pod koniec gry został niemal całkowicie zarzucony. Redaktor „Electronic Gaming Monthly” stwierdził, że mimo wszystko kiedy fabuła jest prowadzona sprawnie, może konkurować z filmami, serialami i komiksami o Batmanie.
Świat gry chwalono za liczbę i różnorodność dodatkowych aktywności, krytykowano jednak za to, że został na siłę powiększony. Petit stwierdziła, że jest on „większy tylko dla zasady”, z kolei Ludwig Kietzmann zJoystiqa uznał miasto za nieinteresujące, w którym powiększony obszar służył jedynie usprawnieniu poruszania się, ale nie dawał przyjemności. Część recenzentów krytykowała zmiany, jakie wprowadzono w poruszaniu się po mieście, w tym przede wszystkim fakt, że w niektórych miejscach nie można było się zaczepić, co spowalniało albo zatrzymywało przemieszczanie się. Kollar uznał świat za bardziej liniowy, oferujący mniej możliwości ponownego odwiedzenia miejsc, żeby skorzystać w nich z nowych gadżetów, w którym z najbardziej oczywistej ścieżki zbacza się jedynie w celu odnalezienia elementów do zebrania. Część krytyków uznała jednak rozległość miasta i oferowane aktywności za wciągające. Evan Narcisse z Kotaku skrytykował zadania poboczne za bycie „zapychaczami”, które nie rozwijają fabuły i nie oferują satysfakcjonujących nagród. Inni wyrazili opinię, że wykorzystywanie elementów znanych z poprzednich odsłon było nużące, a nowości najczęściej tylko naśladowały coś, co już było – przykładowo, granat klejowy miał identyczne zastosowanie, jak mroźny wybuch z Arkham City.
Narcisse i Petit uznali, że wykorzystanie trybu detektywa do rozwiązywania zagadek kryminalnych było dobrym pomysłem, nawet jeżeli nie stanowiło żadnej znaczącej poprawy. Skrytykowali jednak wykonanie tego pomysłu, polegające na skanowaniu kolejnych wskazanych elementów zamiast na rozwiązywaniu zagadek. „Game Informerowi” spodobało się takie zastosowanie trybu; recenzujący grę Andrew Reiner stwierdził, że stanowiły dochodzenia stanowiły wyzwanie i pozwalały poznać, jak Batman używa dedukcji na miejscach zbrodni. Z mieszanym przyjęciem spotkał się system walki. Krytykowano rękawice elektryczne, które uznano za zbyt potężne i przesadnie ułatwiające walkę, pozwalając Batmanowi na wyprowadzanie niemożliwych do zablokowania ataków, natychmiast blokujących większość przeciwników i niwelujących konieczność korzystania z taktyki. Krytycy uznali, że zmiany wprowadzone w walce bardziej karzą gracza, niż stawiają dla niego wyzwanie. Większa liczba i różnorodność przeciwników miały ograniczać możliwość podtrzymania serii ciosów, co w połączeniu z gadżetami, które zamiast zadawać wrogom obrażenia bardziej im tylko przeszkadzały, czyniło walki długimi i powtarzalnymi. Kietzmann zauważył, że gra faworyzuje walkę, skradanie traktując po macoszemu. Narcisse uznał, że ekran z podsumowaniem walki jest bałaganem rozpraszającym gracza, jednak według GameFrontu system ten wzmacniał pozytywne odczucia po wygranym starciu. Sekcje skradankowe uznano za stojące na podobnym poziomie, jak w poprzednich odsłonach; ze względu na brak zmian w tym systemie metody osiągnięcia celu pozostawały takie same, co sprawiało, że były doświadczeniem, którego trzeba nauczyć się na pamięć. Zdalnie sterowany pazur krytykowano jako przedmiot sprawiający, że skradanie stawało się zbyt proste, pozwalając na zneutralizowanie wielu przeciwników bez opuszczania miejsca, w którym postać zaczęła sekcję. Recenzenci zgodzili się jednak, że poprawie względem poprzedniczek uległy walki z bossami, będące wielofazowymi konfliktami z osobnymi historiami. Chociaż stwierdzono, że nie wszystkie były tak samo ekscytujące, to ich różnorodność i nieprzewidywalność zapewniały odpowiednią satysfakcję. Za mniej ciekawych bossów uznano postacie z komiksów, które nie zdobyły tak szerokiej rozpoznawalności jak pozostałe.
Z powszechną krytyką spotkał się tryb wieloosobowy. Kollar nazwał go najmniej potrzebnym dodatkiem do gry jednoosobowej. Rozgrywkę opisano w recenzjach jako przeciętną strzelankę, ze słabym sterowaniem i korzystaniem z broni palnej. Petit stwierdziła, że przez niską celność broni i problemy ze sterowaniem przestępcy sprawiają wrażenie słabych i nieudolnych, z kolei grając bohaterami nie czuło się ich mocy, ponieważ byli bardziej podatni na obrażenia, zaś walka obwarowana była większą liczbą ograniczeń. Niektórzy recenzenci uznali, że tryb oferuje dające satysfakcję doświadczenie, ale brakuje mu głębi, przez co nie potrafi utrzymać zainteresowania na dłużej. Dobrze oceniono dubbing. Troya Bakera chwalono za rolę Jokera, uznając go za godnego zastępcę Marka Hamilla, który przez lata dubbingował tę postać, jednocześnie krytykując jednak jego interpretację, polegającą na naśladowaniu Hamilla.
Recenzenci uznali, że dodatek Zimne, zimne serce jest lepiej wyważony i utrzymuje lepsze tempo niż podstawowa wersja gry, co przypisano temu, że jest krótszy, pozwalając na zbudowanie ciekawszego doświadczenia. Krytykowany był jednak za to, że pod koniec wytracił tempo, każąc graczom marnować czas na niepotrzebne czynności. Recenzent GameSpotu uznał, że dodatek oferuje satysfakcjonujące połączenie właściwych dla serii mechanik walki, skradania i detektywa, wprowadzając również interesujący typ przeciwników, którzy korzystając z lodowej broni mogą zamrozić nie tylko Batmana, ale i swoich sojuszników. Recenzenci uznali fabułę za interesującą ze względu na ciekawą postać Pana Freeze’a, wskazując jednak, że brakuje w niej elementu zaskoczenia, ponieważ powiela scenariusz Serca z lodu, jednego z odcinków serialu animowanego Batman z 1992 roku. Z krytyką spotkała się również finałowa walka z Freeze’em, ponieważ skopiowano w niej elementy walki z tą postacią w Arkham City. Recenzenci IGN-u i Destructoidu uznali, że dodatkowi brakuje oryginalności, przedstawia schematyczne lokacje, a zamiast dodawać nowe umiejętności i bronie, zabiera je.
| Rok  | Nagroda / organizacja              | Kategoria                                             | Nominowany                                   | Wynik     |
| ---- | ---------------------------------- | ----------------------------------------------------- | -------------------------------------------- | --------- |
| 2013 | Game Critics Awards                | Najlepsza gra przygodowa lub akcji                    | Batman: Arkham Origins                       | nominacja |
| 2013 | Game Critics Awards                | Najlepsza gra na konsole                              | Batman: Arkham Origins                       | nominacja |
| 2013 | Canadian Videogame Awards          | Najlepsza animacja                                    | Batman: Arkham Origins                       | wygrana   |
| 2013 | Canadian Videogame Awards          | Najlepsza oprawa wizualna                             | Batman: Arkham Origins                       | wygrana   |
| 2013 | Canadian Videogame Awards          | Gra roku                                              | Batman: Arkham Origins                       | nominacja |
| 2013 | Canadian Videogame Awards          | Najlepsza gra na konsole                              | Batman: Arkham Origins                       | nominacja |
| 2013 | Canadian Videogame Awards          | Najlepszy dźwięk                                      | Batman: Arkham Origins                       | nominacja |
| 2013 | Canadian Videogame Awards          | Najlepszy projekt gry                                 | Batman: Arkham Origins                       | nominacja |
| 2013 | Canadian Videogame Awards          | Najlepsza muzyka                                      | Batman: Arkham Origins                       | nominacja |
| 2013 | Canadian Videogame Awards          | Najlepszy scenariusz                                  | Batman: Arkham Origins                       | nominacja |
| 2013 | Canadian Videogame Awards          | Nagroda fanów                                         | Batman: Arkham Origins                       | nominacja |
| 2014 | Golden Trailer Awards              | Najlepsza gra komputerowa                             | Batman: Arkham Origins                       | nominacja |
| 2014 | Złota Szpula                       | Najlepszy montaż dźwięku w grze komputerowej          | Batman: Arkham Origins                       | nominacja |
| 2014 | BTVA Video Game Voice Acting Award | Najlepsza drugoplanowa rola męska w grze komputerowej | JB Blanc za rolę Bane’a                      | wygrana   |
| 2014 | BTVA Video Game Voice Acting Award | Najlepsza rola męska w grze komputerowej              | Troy Baker za rolę Jokera                    | nominacja |
| 2014 | BTVA Video Game Voice Acting Award | Najlepsza obsada głosowa w grze komputerowej          | Batman: Arkham Origins                       | nominacja |
| 2014 | NAVGTR Awards                      | Projekt gry, franczyza                                | Batman: Arkham Origins                       | nominacja |
| 2014 | NAVGTR Awards                      | Projekt kostiumów                                     | Batman: Arkham Origins                       | nominacja |
| 2014 | NAVGTR Awards                      | Projekt sterowania, 3D                                | Batman: Arkham Origins                       | nominacja |
| 2014 | Amerykańska Gildia Scenarzystów    | Najlepszy scenariusz w grze komputerowej              | M. Dooma Wendschuh, Ryan Galletta, Corey May | nominacja |
| 2014 | Develop Awards                     | Najlepsze wykorzystanie licencji lub marki            | Batman: Arkham Origins                       | nominacja |

### Sprzedaż
Podczas pierwszego tygodnia sprzedaży w Wielkiej Brytanii Arkham Origins było najchętniej kupowaną grą na wszystkich platformach docelowych, zajmując pierwsze miejsce w zestawieniu ogólnym. W analogicznym czasie od premiery sprzedano o połowę więcej egzemplarzy Arkham City i podobną liczbę Arkham Asylum. W zestawieniu końcoworocznym gra zajęła trzynaste miejsce. Pomiędzy 20. a 26 października 2013 była najchętniej kupowaną grą na platformie Steam.

### Problemy techniczne
Po premierze media i gracze zaczęli donosić o licznych problemach występujących na wszystkich platformach, obejmujących m.in. opóźnienia w wyświetlaniu obrazu; niekończące się zapadanie pod tekstury, uniemożliwiające wykonanie misji; brak opcji „kontynuuj” na ekranie startowym, co uniemożliwiało wczytanie wcześni/ej zapisanego stanu gry; oraz błędny uniemożliwiające popchnięcie fabuły do przodu. W wersji na Windowsa pojawiał się błąd uniemożliwiający wejście do jednej z wież Enigmy, z kolei na Xboksie 360 pliki zapisu ulegały uszkodzeniu, a dodatkowo gra często zawieszała się bądź wyłączała. WB Games Montréal odniosło się do sprawy 31 października, zapowiadając, że rozwiązało większość problemów, a stosowna łatka zostanie opublikowana 7 listopada. W lutym 2014 studio zapowiedziało, że nie będzie wydawało już żadnych łatek i poprawek ponad te usuwające problemy uniemożliwiające przejście gry, ponieważ woli skoncentrować się na Zimnym, zimnym sercu.

## Kontynuacje
W 2014 roku zapowiedziano Batman: Arkham Knight stanowiące zwieńczenie serii Batman: Arkham. Grę opracowało Rocksteady Studios, do sprzedaży trafiła w 2015 na platformy PlayStation 4, Xbox One i Microsoft Windows. W 2014 roku ukazał się stanowiący kontynuację Arkham Origins film animowany Batman: Atak na Arkham, w którym Legion Samobójców otrzymuje misję przeniknięcia do Azylu Arkham i odzyskania informacji od Człowieka-Zagadki, jednak wszystko komplikuje się po ucieczce Jokera i przybyciu Batmana.